# Kaplanka (Český Krumlov)
Kaplanka v českokrumlovském Vnitřním Městě stojí v Horní ulici čp. 159. Nachází se severně od kostela svatého Víta. Jedná se o jedinečný příklad pozdně gotické a raně renesanční církevněsprávní architektury na Českokrumlovsku. Od 3. května 1958 je objekt kulturní památkou.

## Historie
Starší objekt, stávavší na místě kaplanky, byl mezi léty 1513–1520 rozšířen. V novém domě byla zbudována kaple svatého Pavla. Dále se tam nacházely pokoje pro kaplany, hosty a nemocné. Zakázky rožmberského kancléře Václava z Rovného se ujal vrchní kameník Hans Getzinger. 2. listopadu 1518 byla kaplanka darovací smlouvou převedena do držení přímo krumlovským kaplanům. Bylo v ní přesně definováno rozmístění jednotlivých kaplanů v rámci objektu s jejich konkrétními úkoly, jež museli plnit. Závěr smlouvy je apelem na všechny, kteří by se chtěli dát do paktu s kacířskými stoupenci Viklefa, Jidáše, Žižky a Husa.
V 19. století se objekt dočkal dílčích stavebních úprav, roku 1923 byly sneseny stupňovité štíty. Ty se na objekt vrátily v roce 1980, kdy proběhla rehabilitace původního architektonického řešení památkově chráněného domu.
V letech 2000–2008 v objektu fungovala Galerie Kaplanka, jejíž provoz byl ukončen z ekonomických důvodů.

## Popis
Objekt stojí ve svahu, v jehož vyšší úrovni se dříve rozprostíral hřbitov. Reprezentativní charakter západního průčelí podtrhuje nárožní arkýř, tesaná ostění oken a stupňovitý štít s atikou a cimbuřím, za nímž se skrývá sedlová střecha. Severní průčelí zdobnost postrádá. Na jižní straně se nachází dochovaný renesanční portál, zakončený půlkruhovým tympanonem. Okolo jsou osazeny tři náhrobníky, pocházející ze zrušeného hřbitova. Patří českokrumlovskému pekařskému mistrovi Matyáši Planklovi a jeho dceři Anežce a vladykovi Jetřichovi Slatinskému ze Slatinky. Provedení exteriéru vychází z rané florentské renesance. Někdy je kaplanka označována za první renesanční stavbu v Českém Krumlově.
Ve vstupní síni, k níž navazuje plochostropá místnost s přístupem do nitra nárožního arkýře, se po stržení žeber dochovala jen valená klenba. V prostoru někdejší černé kuchyně se dochoval dýmník s otevřeným ohništěm. Síň v patře je zaklenuta nepravidelnou hvězdicovou klenbou. V kapli se nachází klenba složitého vzorce s hvězdicemi.

## Galerie

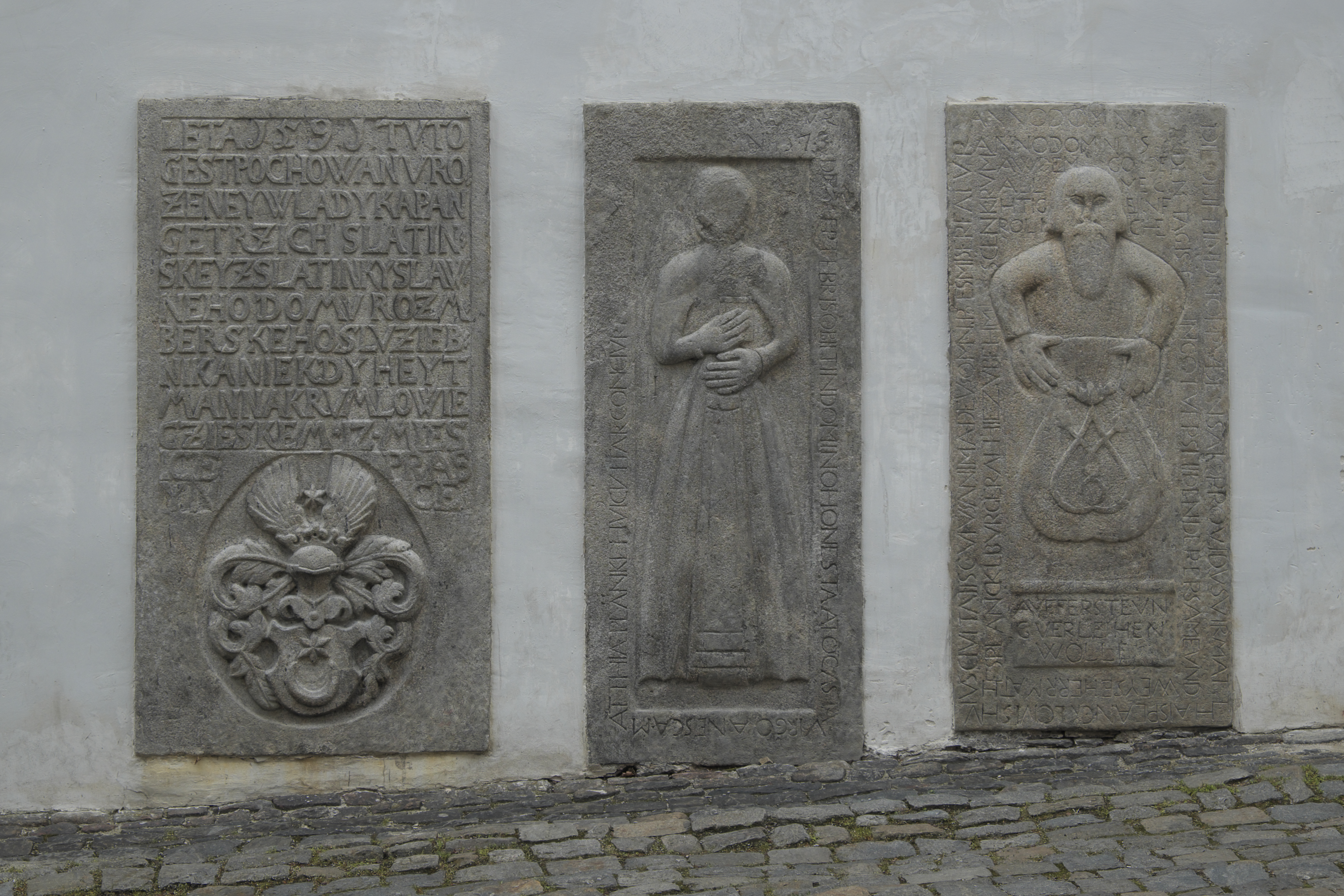
Náhrobníky
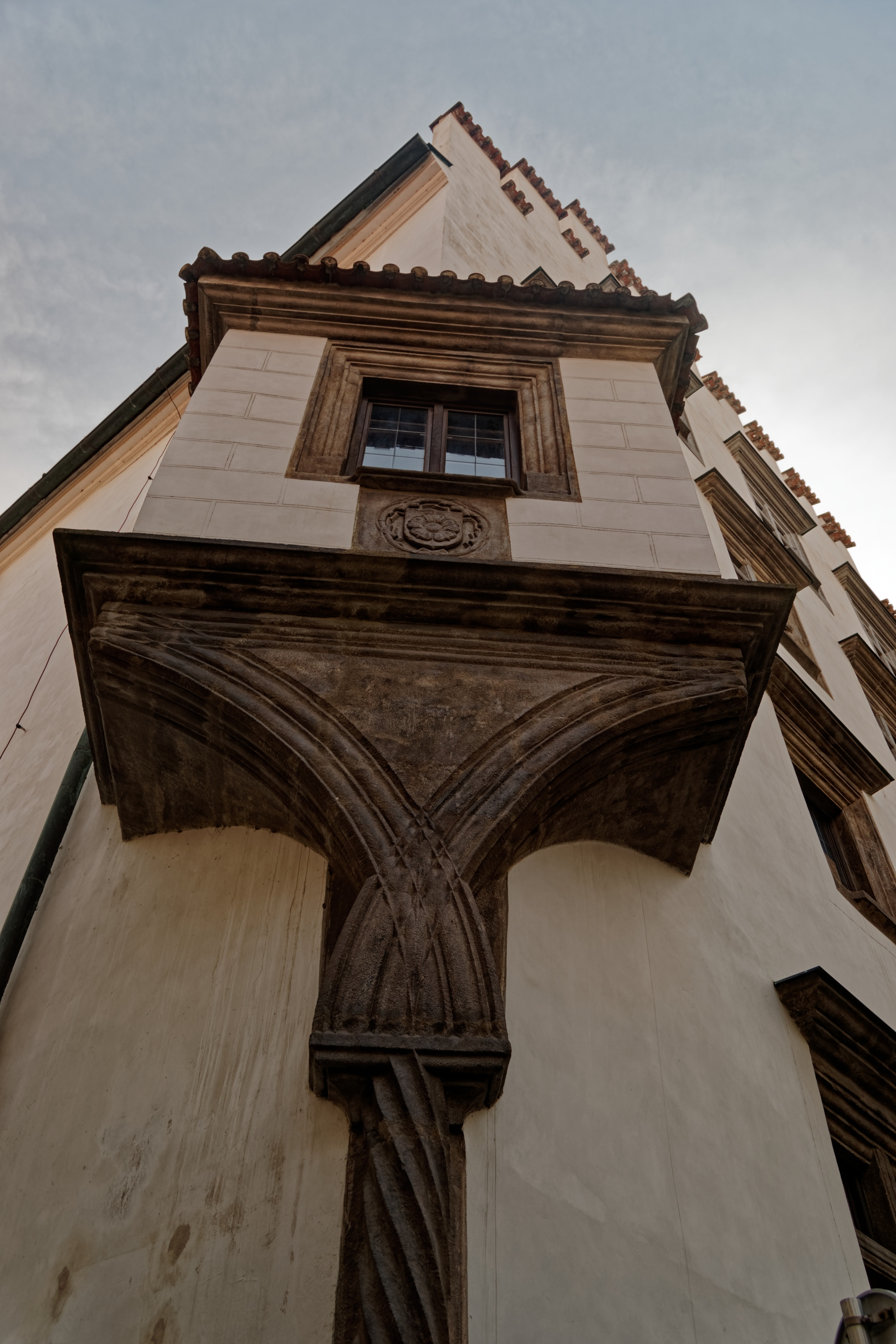
Detail nárožního arkýře